# Tiaa (princesa)
| ti | O29V | B1 |

| ti | O29V | B1 |

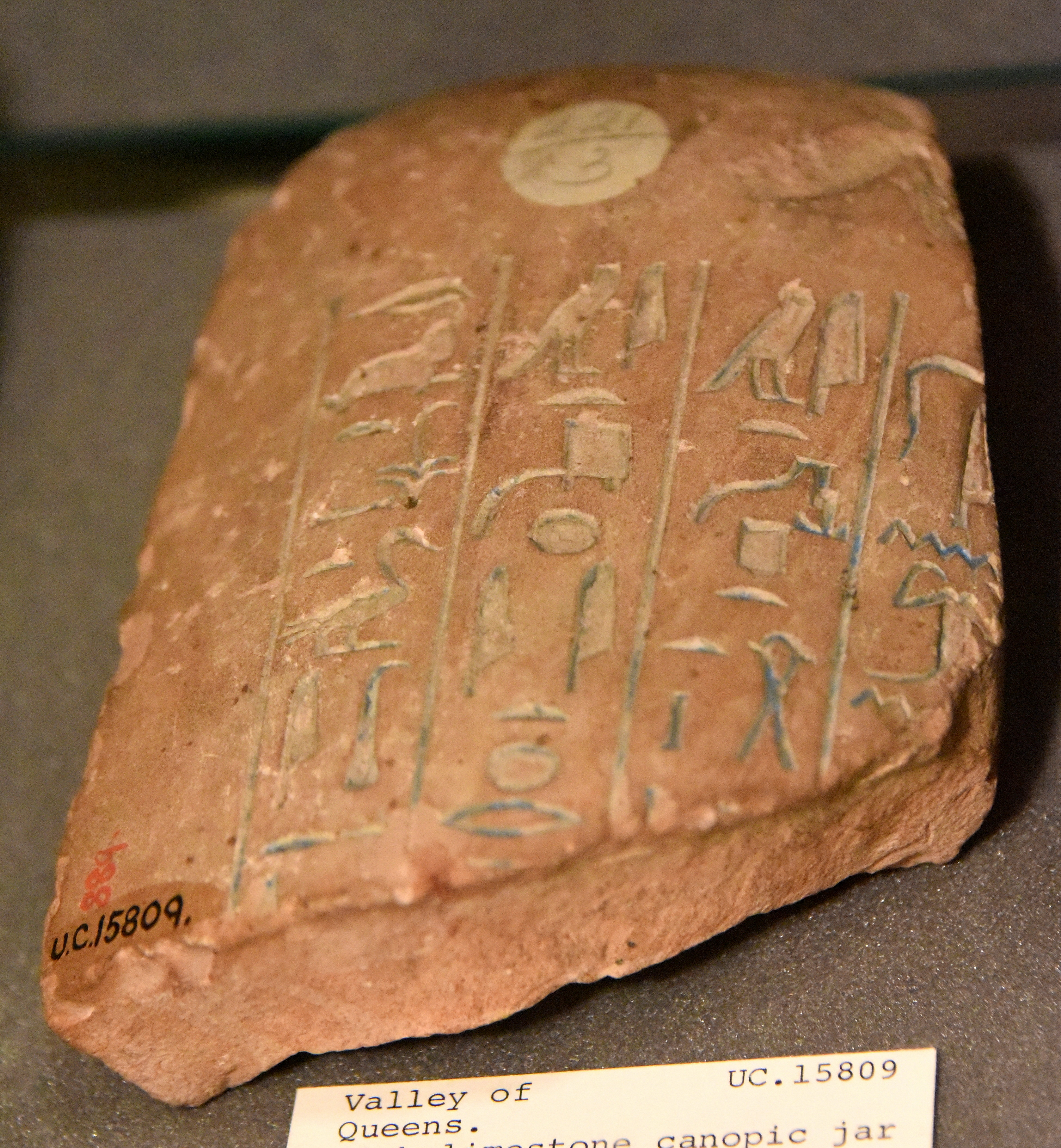
Fragmento de una vasija canópica de Tiaa, la hija del Rey. XVIII Dinastía. Piedra caliza rosa. Procedente del Valle de las Reinas en Tebas, Egipto. Conservado en el Museo Petrie de Arqueología Egipcia, Londres.

Tiaa fue una princesa del Antiguo Egipto durante la dinastía XVIII. Era la hija del faraón Thutmosis IV, fue nombrada en honor a su abuela paterna Tiaa.
Es probable que sea la princesa que se muestra en la tumba de Sobekhotep (TT63), cuya esposa Meryt era su niñera. En el Valle de las Reinas se encontraron vasos canopes que probablemente le pertenecen.
Murió durante el reinado de su hermano Amenhotep III. Se desconoce su lugar de entierro original. Su momia fue enterrada nuevamente durante la dinastía XXI en el escondrijo de Sheikh Abd el-Qurna, junto con las momias de varias otras princesas reales: Amenemopet y Petepihu, que probablemente eran sus hermanas; Nebetia, su sobrina y las princesas Tatau, Henutiunu, Meritptah, Sithori y Wiay. Su etiqueta de momia la identifica como la hija del rey de Menkheperure. La tumba fue descubierta en 1857.